# Status (album)
| Recensione           | Giudizio |
| -------------------- | -------- |
| All Music Italia     |          |
| La casa del rap      |          |
| Rockit               |          |
| Rockol               |          |
| Rolling Stone Italia |          |

Status è il quarto album in studio del rapper italiano Marracash, pubblicato il 20 gennaio 2015 dalla Universal Music Group.

## Antefatti e pubblicazione
Si tratta del primo album in studio del rapper dopo quattro anni dalla pubblicazione di King del rap ed è stato anticipato dal singolo omonimo, pubblicato per il download digitale il 6 maggio 2014, dal video musicale del brano Bruce Willis, pubblicato il 10 gennaio 2015 attraverso il canale YouTube del rapper, e dal secondo singolo In radio, uscito per la rotazione radiofonica sei giorni più tardi.
Tra i 18 brani che compongono il disco è presente Untitled, pubblicato inizialmente nel 2013 nell'album Genesi dell'etichetta Roccia Music. Altri brani hanno invece visto la partecipazione di alcuni rapper italiani quali Gué Pequeno dei Club Dogo, Salmo e Fabri Fibra, ma anche cantautori come Tiziano Ferro e Neffa.
Il 7 luglio 2015 il rapper ha pubblicato il videoclip di una versione remixata del brano Vita da star, realizzato in duetto con Fabri Fibra. Tale remix è stato pubblicato per il download digitale come doppio singolo insieme al brano Playboy, realizzato dai due rapper e presente nell'album di Fabri Fibra Squallor. L'11 settembre dello stesso anno è invece uscito il quinto singolo Senza un posto nel mondo, realizzato in duetto con Tiziano Ferro.
Il 21 dicembre 2015 il rapper ha annunciato la riedizione di Status, denominata Vendetta Edition e costituita da un CD aggiuntivo che racchiude brani inediti, remixati e dal vivo e da un DVD contenente l'intero concerto tenuto da Marracash presso il Carroponte di Milano. L'uscita della riedizione, avvenuta il 22 gennaio 2016, è stata preceduta dai singoli inediti Catatonica e Niente canzoni d'amore, rispettivamente pubblicati il 22 dicembre 2015 e il 15 gennaio 2016.

## Composizione
Status è un disco hip hop caratterizzato da numerose influenze da altri generi musicali nei vari brani. Lo stesso rapper lo ha definito il disco più solido della sua carriera, puntando ad un lavoro che potesse sembrare monumentale, dichiarando inoltre che esso rappresenta l'artista che voleva essere da ragazzino, definendo il disco «progressive rap», facendo un gioco di parole sul rock progressivo.
Nell'album il rapper ha puntato a scrivere testi più profondi, poetici e di maggior qualità rispetto ai suoi precedenti lavori, con tratti lirici introspettivi e malinconici.

## Copertina
La copertina dell'album mostra il volto del rapper cinto da un gioiello d'oro, con la scritta viola in basso Status. Il gioiello d'oro che contorna il viso del rapper starebbe a rappresentare la fama, e funge come una gabbia d'oro. Marracash ha rivelato che il gioiello è stato fatto sotto sua richiesta da un gioielliere.

## Tracce
1. Bruce Willis – 2:10 (musica: Stefano Fantin, Giovanni Loddo)
2. Bentornato – 3:28 (musica: Luciano Serventi)
3. Don (feat. Achille Lauro) – 4:47 (testo: Fabio Rizzo, Lauro De Marinis – musica: Eshraque Mughal)
4. Vita da star (feat. Fabri Fibra) – 3:56 (testo: Fabio Rizzo, Fabrizio Tarducci – musica: Luigi Florio, Giovanni D'Albenzio)
5. A volte esagero (feat. Salmo & Coez) – 3:50 (testo: Fabio Rizzo, Maurizio Pisciottu, Silvano Albanese – musica: Ron Freemster)
6. 20 anni (peso) – 5:01 (musica: Piermarco Gianotti)
7. Il nostro tempo – 5:02 (testo: Fabio Rizzo, Massimiliano Casacci, Davide Dileo, Samuel Romano – musica: Alessandro Pulga)
8. In radio – 3:43 (testo: Fabio Rizzo, Federica Abbate – musica: Alessandro Merli, Fabio Clemente)
9. Vendetta – 5:20 (musica: Mattia Cutolo)
10. Senza un posto nel mondo (feat. Tiziano Ferro) – 4:05 (testo: Fabio Rizzo, Tiziano Ferro – musica: Larry Griffin, Mark Landon)
11. Status – 4:00 (musica: Luigi Florio, Noel Gallagher)
12. Sushi & cocaina (feat. Luchè) – 3:36 (testo: Fabio Rizzo, Luca Imprudente – musica: Rosario Castagnola, Luca Imprudente)
13. Crack – 4:51 (musica: Ignazio Aronica)
14. Sindrome depressiva da social network – 4:30 (musica: R. Tobbal, G. Silvestri)
15. Nella macchina (feat. Neffa) – 3:50 (testo: Fabio Rizzo, Giovanni Pellino – musica: Giovanni Pellino)
16. Di nascosto (feat. Gué Pequeno) – 3:56 (testo: Fabio Rizzo, Cosimo Fini – musica: Luigi Florio, Giovanni D'Albenzio)
17. Sogni non tuoi – 4:15 (musica: A. Ferrara, Pietro Miano, Federico Vaccari)
18. Untitled – 3:58 (musica: Alessandro Pulga)

Tracce bonus nell'edizione di iTunes
1. Vendetta (2nd Roof Remix) – 5:15
2. Senza un posto nel mondo (feat. Tiziano Ferro) (Alternative Version) – 4:08

Contenuto bonus nella Vendetta Edition
- CD – Inediti, rarità & Live

1. Will Hunting (inedito) – 3:10
2. Catatonica (inedito) – 3:37
3. Niente canzoni d'amore (feat. Federica Abbate) (inedito) – 3:46
4. Marciamo (inedito) – 3:56
5. Vita da star (provino) – 3:48
6. Di nascosto (feat. Gué Pequeno) (Don Joe Demo 2014) – 3:56
7. Crack (provino) – 4:52
8. Peso (provino) – 4:36
9. Esagero (provino) – 2:48
10. Vendetta (2nd Roof Remix) – 5:12
11. Senza un posto nel mondo (feat. Tiziano Ferro) (New Version) – 3:36
12. Vita da star RMX (feat. Fabri Fibra) – 3:54
13. XDVRMX (Sfera Ebbasta & Charlie Charles feat. Marracash & Luchè) – 3:22
14. Don (feat. Achille Lauro) (Live @ Status Tour 2015, Carroponte – Milano) – 5:17
15. Status (Live @ Status Tour 2015, Carroponte – Milano) – 3:09
16. Sushi & cocaina (feat. Luchè) (Live @ Status Tour 2015, Carroponte – Milano) – 3:47
17. In radio (feat. Federica Abbate) (Live @ Status Tour 2015, Carroponte – Milano) – 3:54
18. Sindrome depressiva da social network (Live @ Status Tour 2015, Carroponte – Milano) – 4:50
19. A volte esagero (feat. Salmo & Coez) (Live @ Status Tour 2015, Carroponte – Milano) – 4:06

- DVD – Live @ Status Tour 2015, Carroponte - Milano

1. Bruce Willis – 1:39
2. Bentornato – 3:31
3. Status – 3:09
4. Sushi & cocaina (feat. Luchè) – 3:47
5. 20 anni (peso) – 5:33
6. Sabbie mobili – 3:59
7. In radio (feat. Federica Abbate) – 3:54
8. Didinò – 2:27
9. S.E.N.I.C.A.R. (feat. Gué Pequeno) – 4:13
10. Brivido (feat. Gué Pequeno) – 4:04
11. Fino a qui tutto bene – 3:38
12. Vendetta – 5:25
13. Senza un posto nel mondo – 4:10
14. Sindrome depressiva da social network – 4:50
15. A volte esagero (feat. Salmo & Coez) – 4:06
16. Nella macchina – 3:53
17. Giusto un giro – 3:37
18. Don (feat. Achille Lauro) – 5:17
19. Vita da star (feat. Fabri Fibra) – 4:31
20. Playboy (feat. Fabri Fibra) – 3:10
21. Badabum Cha Cha – 2:59
22. King del rap – 5:57

## Formazione
Musicisti
- Marracash – voce, coproduzione (traccia 6)
- Achille Lauro – voce aggiuntiva (traccia 3)
- Fabri Fibra – voce aggiuntiva (traccia 4)
- Salmo – voce aggiuntiva (traccia 5)
- Coez – voce aggiuntiva (traccia 5)
- Federica Abbate – voce aggiuntiva (traccia 8)
- Tiziano Ferro – voce aggiuntiva (traccia 10)
- Luchè – voce aggiuntiva e coproduzione (traccia 12)
- Neffa – voce aggiuntiva e produzione (traccia 15)
- Gué Pequeno – voce aggiuntiva (traccia 16)

Produzione
- Sonny CRSN – produzione (traccia 1)
- 24SVN – produzione (traccia 1)
- Denny the Cool – produzione (traccia 2)
- Ishi – produzione (traccia 3)
- Don Joe – produzione (tracce 4, 11 e 16)
- Jason Rooney – coproduzione (tracce 4 e 16)
- Neff-U – produzione (traccia 5)
- Deleterio – produzione (traccia 6)
- Marz – produzione (tracce 7 e 18)
- Takagi & Ketra – produzione (traccia 8)
- Banf – produzione (traccia 9)
- S1 – produzione (traccia 10)
- M-Phazes – produzione (traccia 10)
- D-Ross – produzione (traccia 12)
- Inesha – produzione (traccia 13)
- Medeline – produzione (traccia 14)
- 2nd Roof – produzione (traccia 17)

## Classifiche
Edizione standard
| Classifica (2015) | Posizione massima |
| ----------------- | ----------------- |
| Italia            | 2                 |
| Svizzera          | 32                |

Vendetta Edition
| Classifica (2016) | Posizione massima |
| ----------------- | ----------------- |
| Italia            | 7                 |